# 戚贵元
戚贵元（1930年—2002年9月12日），男，黑龙江明水人，中华人民共和国政治人物，曾任中共黑龙江省委常委、宣传部部长，黑龙江省人大常委会副主任。